# Sübeylidere, Burhaniye
Sübeylidere là một xã thuộc huyện Burhaniye, tỉnh Balıkesir, Thổ Nhĩ Kỳ. Dân số thời điểm năm 2010 là 350 người.